# Ян Тенінк
Ян Те́нінк (Jan Theuninck) (7 червня 1954) — бельгійський живописець і поет.